# Antonín Martin Lublinský

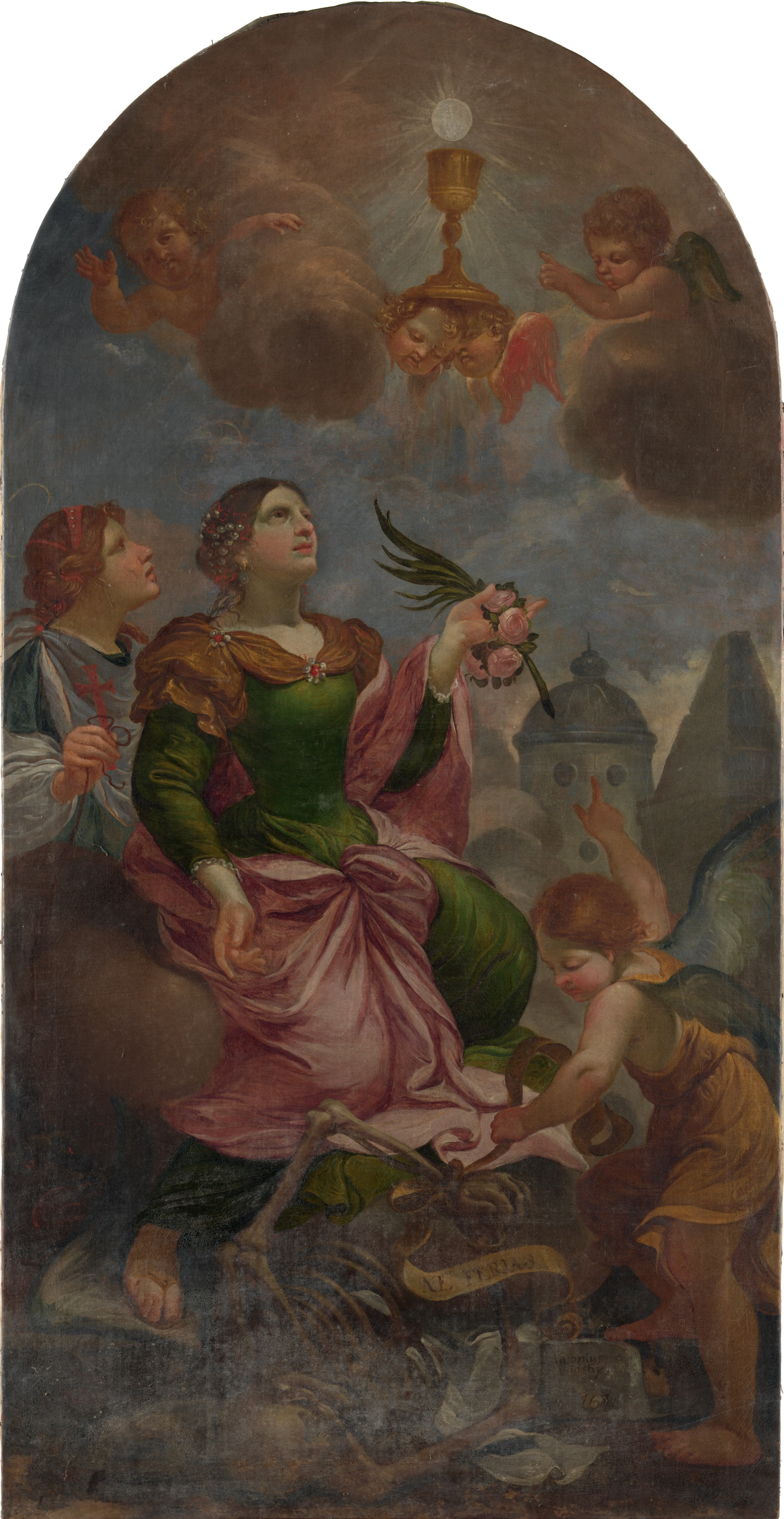
Św. Barbary i św. Małgorzata (1679)

Antonín Martin Lublinský (w literaturze spotyka się spolszczoną wersję z przestawionymi imionami Marcin Antoni Lubliński) (ur. w 1636 w Leśnicy, zm. 24 grudnia w 1690 w Ołomuńcu) – śląski i morawski malarz i grafik tworzący w stylu baroku oraz ksiądz i zakonnik katolicki, augustianin. Uważany jest za prekursora malarstwa barokowego na Morawach.
Aktywny głównie na Morawach. Studia podjął w 1656 r. na prowadzonym przez jezuitów uniwersytecie w Ołomuńcu, uzyskując tytuł magistra teologii, filozofii i prawa kanonicznego. W późniejszych latach został dziekanem w klasztorze augustianów w tym mieście. Głównym osiągnięciem artystycznym Lublinský'ego było zaprojektowanie polichromii nowo powstającego sanktuarium w Svatým Kopečku (projekty te zrealizował m.in. Johann Steger). Do jego dzieł należą obrazy w ołtarzach świątyń w Jesencu i pw. św. Anny w Staréj Vodě. Namalował też zachowany do dziś obraz Matki Bożej z Dzieciątkiem dla kościoła w rodzinnej Leśnicy. Był także autorem licznych grafik, część z nich przechowywana jest współcześnie w bibliotece w Ołomuńcu (byłej jezuickiej, Vědecká knihovna v Olomouci), ilustracji do książek i rysunków do miedziorytów. Obraz Lublinský'ego "Mistyczne zaślubiny Katarzyny Aleksandryjskiej" znajduje się w zbiorach Muzeum umění Olomouc.
Twórczości i życiu Lublinský'ego poświęcona została monografia profesora M. Tognera pt. "Antonín Martin Lublinský (1636-1690)" wydana w 2004 r. (Univerzita Palackého, Olomouc).